# Marquisat de Bradomín
Le marquisat de Bradomín est un titre nobiliaire espagnol créé le 24 juin 1981 par le roi d'Espagne Juan Carlos Ier, et attribué à Carlos Luis Baltasar del Valle-Inclán y Blanco, en mémoire de son père, l'écrivain Ramón del Valle-Inclán.

## Dénomination
La dénomination de la dignité nobiliaire fait référence au célèbre personnage de fiction imaginé par Ramón del Valle-Inclán, son «noble oncle», le Marqués de Bradomín, inspiré par le général carliste de Grenade Carlos Calderón, un «dom Juan», «cynique, incrédule et galant», «laid, catholique et sentimental», de son nom Xavier, protagoniste de la tétralogie narrative des Sonates: Mémoires du Marquis de Bradomín (1902-1905) et de son adaptation théâtrale Le marquis de Bradomín: Colloques romantiques (1906),.

## Titulaires
|                                           | Titulaire                                              | Période                                   | Raison                                    | Maison                                    |
| Création par Juan Carlos Ier de l'Espagne | Création par Juan Carlos Ier de l'Espagne              | Création par Juan Carlos Ier de l'Espagne | Création par Juan Carlos Ier de l'Espagne | Création par Juan Carlos Ier de l'Espagne |
| ----------------------------------------- | ------------------------------------------------------ | ----------------------------------------- | ----------------------------------------- | ----------------------------------------- |
| I                                         | Carlos Luis Baltasar del Valle-Inclán y Blanco         | 1981-2006                                 | Concession du roi                         | Del Valle-Inclán                          |
| II                                        | Fernando María Benito Baltasar del Valle-Inclán Alsina | 2007- (Actuel titulaire)                  | Succession par décès du titulaire         | Del Valle-Inclán                          |